# Сан-Хасинто (Агуаскальентес)
Сан-Хасинто (исп. San Jacinto) — посёлок в центральной части Мексики, на территории штата Агуаскальентес. Входит в состав муниципалитета Ринкон-де-Ромос.

## Географическое положение
Сан-Хасинто расположен на севере штата, на расстоянии приблизительно 44 километров к северу от города Агуаскальентес. Абсолютная высота — 1949 метров над уровнем моря.

## История
Во время французской интервенции в Мексику в окрестностях Сан-Хасинто 1 февраля 1867 года произошёл бой между частями мексиканской республиканской армии генералов Мариано Эскобедо и Херонимо Тревиньо и войсками Мексиканской империи под командованием генерала Мигеля Мирамона, в результате которого имперцы были разгромлены и пленены.

## Население
Согласно данным, полученным в ходе проведения официальной переписи 2005 года, в посёлке проживало 2215 человек (1046 мужчин и 1169 женщин). Насчитывалось 449 домов. По возрастному диапазону население распределилось следующим образом: 45,6 % — жители младше 18 лет, 46,3 % — между 18 и 59 годами и 8,1 % — в возрасте 60 лет и старше. Уровень грамотности среди жителей старше 15 лет составлял 96,4 %.
По данным переписи 2010 года, численность населения Сан-Хасинто составляла 2356 человек. Динамика численности населения посёлка по годам:
| 2000 | 2005 | 2010 |
| ---- | ---- | ---- |
| 2089 | 2215 | 2356 |